# Max Boyer
Max Boyer, né au Mans en 1910 et mort à Mayet en 1985, est un homme politique et journaliste français. 

## Biographie
Commerçant à l'origine, il s'engage dans la Résistance, et fonde, dès la Libération, le quotidien Le Maine libre. Il entame, dans les rangs du Parti socialiste, une carrière politique qui le conduira à un mandat national (conseiller de la République de 1946 à 1948) et des mandats locaux, maire de Mayet, commune du sud de la Sarthe, conseiller général du canton de Mayet jusqu'en 1970. Il présidera, à trois reprises et pendant une durée de 14 ans, le Conseil général de la Sarthe, de 1946 à 1951, puis de 1952 à 1958, enfin de 1967 à 1970. 
Son action est diverse sur le plan régional, il prendra surtout l'initiative de faire racheter l'Abbaye de l'Epau par le département de la Sarthe et la communauté urbaine du Mans, sauvant ainsi le bâtiment de la ruine. Il est à l'initiative de l'installation du relais de télévision par TDF inscrivant ainsi Mayet dans le 20e siècle.
Marié, père d'un garçon, Max Boyer restera attaché au lycée de garçons du Mans (futur lycée Montesquieu), où il fit ses études secondaires et obtint le baccalauréat, et présida son amicale des anciens élèves, de 1952 à 1954.

## Distinctions
- Officier de l'ordre du Mérite agricole
- Officier des Palmes académiques
- Chevalier de l'ordre de la Santé publique
- Chevalier de la Légion d'honneur